# Rotz?
Rotz? war eine Pop-Punk-Band aus Solothurn.

## Geschichte
Rotz? wurde 1992 als Schülerband von Seminar- und Kantonsschülern gegründet. Ihr Stil bewegt sich als Crossover zwischen Punk, Rock, Funk, Hip-Hop und Jazz. Die Songtexte sind in der Regel sehr selbstironisch-komische Auseinandersetzungen mit Jugendthemen wie Identität, Liebe, Sex, Hemmungen, Outing, Drogen, Freunde, Alltagsprobleme.
Ihr erstes Konzert gab die Band beim Kantifescht 1992. Darauf folgten diverse Konzerte in und um Solothurn, z. T. mehrere Male an folgenden Auftrittsorten wie dem AEK Openair Luterbach, Openair Deitingen, Openair Etziken, Kofmehl Kulturfabrik, Creep-Club, Stadion FC Solothurn, Friedhofplatz, Altes Spital und wurde Gewinner "Nachwuchsband Kanton Solothurn 1994". Durch die Produktion ihrer CD Shampoo-Planet im Sommer 1996 hoffte die Band in der ganzen Schweiz spielen zu können. Sie hatten einen Plattenvertrag mit dem Zytglogge-Label „Killing Time“ erhalten, doch dieses ging im Herbst 1996 Konkurs. Der Indie-Vertrieb Phonag nahm die Band unter Vertrag. Nach dem Release im Februar 1997 bewarb Rotz? schweizweit ihre CD, unter anderem mit Guerilla-Aktionen wie überlebensgrossen Barbiedekorationen und unplugged-Konzerten in Plattenläden.
Im August 1997 löste sich die Band auf. Letztes Konzert war im Albani Winterthur bei den Winterthurer Musikfestwochen. Eigentlich wollte Rotz? ab Mitte September 1997 wieder ins Studio gehen, um eine zweite CD aufzunehmen, somit auch Material für weitere Konzerte in der Schweiz zu liefern. Da die Band dem Rummel und den Anstrengungen „auswärts“ zu spielen nicht gewachsen war, löste sie sich auf. Auch fehlte der Band ein professionelles Management.

## Diskografie

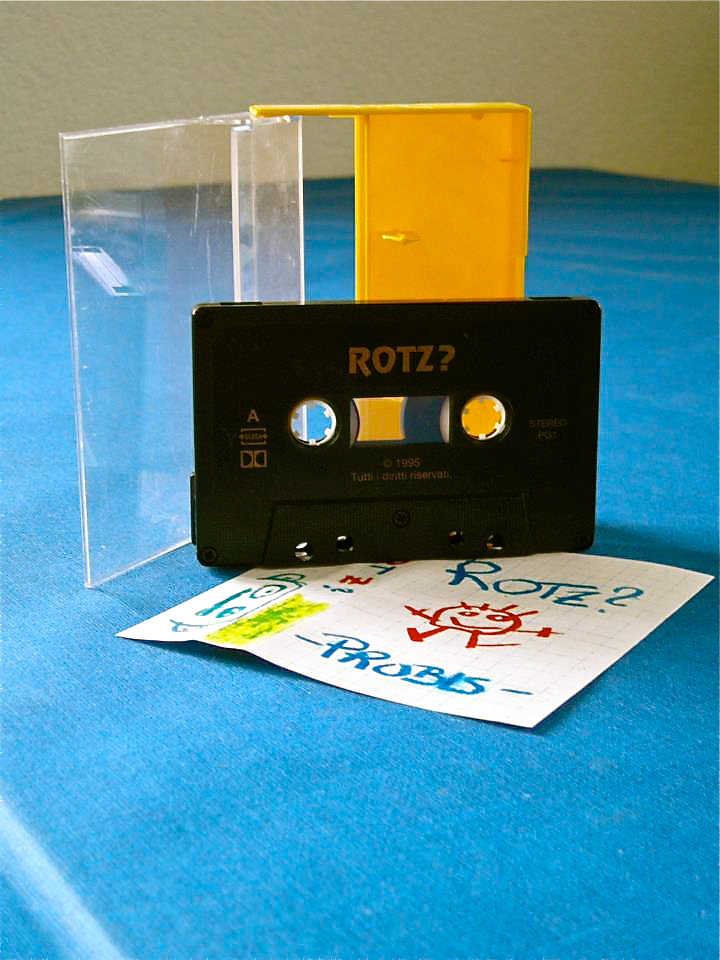
Das Gelbe Kassettli

- gelbe Kassette (Audiokassette, 10 Songs, 60 Minuten, 1994, Eigenvertrieb)
- Shampoo Planet (Audio-CD, 13 Songs +1 Ghosttrack, 1997, Phonag Records, alles Eigenkompositionen, Liedtexte in Englisch, Deutsch und Französisch)

## Filmografie
- Videoclip Hit the Road Bart London 1996, Regie: Daniel Imbach